# Grumman XF5F Skyrocket
Grumman XF5F Skyrocket — прототип американського двомоторного палубного винищувача-перехоплювача. Розроблений у 1938 році компанією Grumman Corporation на замовлення ВМС США. Всього було побудовано один дослідний літак.
Це був моноплан з низькими крилами й коротким фюзеляжем. Ніс фюзеляжу не висувався за передній край крила. Працює на двох двигунах Wright R-1820 потужністю 1200 к.с., з гвинтами, спрямованими на обертання в протилежних напрямках, щоб скасувати наслідки крутного моменту кожного двигуна, обіцяючи високу швидкість польоту та підйому. Основне шасі і хвостове колесо були повністю висувними. З озброєння передбачалося розмітити дві 20 мм гармати Мадсен.
Перше льотне випробування відбулося 1 квітня 1940 року. Воно виявило проблеми з охолодженням двигуна, але літак показав хороші льотні характеристики. Його відправили на переобладнання. Було перероблено систему охолодження, зменшено висоту купола кабіни, замість двох гармат встановили чотири 12,7 мм кулемети тощо. До 15 липня 1941 року недоліки були усунені. У 1941 році літак проходив випробування у парах з Supermarine Spitfire, Hawker Hurricane, Curtiss P-40 Warhawk, Bell P-39 Airacobra, Bell XFL Airabonita, Vought XF4U Corsair, Grumman F4F Wildcat та. Brewster F2A Buffalo.
Потрібні були додаткові зміни після подальших льотних випробувань, які не були завершені до 15 січня 1942 р. Тим часом компанія розпочала роботу над вдосконаленим двомоторним корабельним винищувачем XF7F-1. Прототип XF5F продовжував використовуватися в різних випробуваннях, хоча і мав різні проблеми з шасі, поки його не викреслили зі списку діючих літаків після того, як він здійснив посадку на живіт 11 грудня 1944 року.